# Série de Taylor
Em matemática, uma série de Taylor é a série de funções da forma:
{\displaystyle f(x)=\sum _{n=0}^{\infty }a_{n}(x-a)^{n}\quad {\mbox{sendo}}\quad a_{n}={\frac {f^{(n)}(a)}{n!}}},
onde {\textstyle f(x)} é uma função analítica dada. Neste caso, a série acima é dita ser a série de Taylor de {\textstyle f(x)} em torno do ponto {\textstyle x=a}. Associadamente, o polinômio de Taylor de ordem {\textstyle n} em torno de {\textstyle x=a} de uma dada função {\textstyle n}-vezes diferenciável neste ponto é dado por:
{\displaystyle p(x)=f(a)+f'(a){\frac {\left(x-a\right)^{1}}{1!}}+f''(a){\frac {\left(x-a\right)^{2}}{2!}}+...+f^{(n)}(a){\frac {\left(x-a\right)^{n}}{n!}}}
No caso particular de {\textstyle a=0}, série acima também é chamada de Série de Maclaurin ou, quando for o caso, de polinômio de Maclaurin.
Tais séries recebem seu nome em homenagem a Brook Taylor que as estudou no trabalho Methodus incrementorum directa et inversa em 1715. Condorcet atribuía estas séries a Taylor e d'Alembert. O nome série de Taylor só começou a ser usado em 1786, por l'Huillier.

## Convergência
Toda série de Taylor possui um raio de convergência {\displaystyle R} com a propriedade que a série converge uniformemente em cada bola (circunferência) {\displaystyle |x-a|\leq r<R}.
A fórmula de Hadamard fornece o valor deste raio de convergência:
{\displaystyle R^{-1}=\limsup _{n\to \infty }|a_{n}|^{1/n}}
O fato de a série de Taylor convergir não garante que ela convergirá para o valor da função f(x); o exemplo clássico desta patologia é a função definida por:
{\displaystyle f(x)={\begin{cases}\exp(-1/x)&{\text{se }}x>0,\\0&{\text{se }}x\leq 0,\end{cases}}}
cuja série de Taylor é :
{\displaystyle f(x)=0+0x+0x^{2}+\ldots }

## Série de Taylor associada a uma função

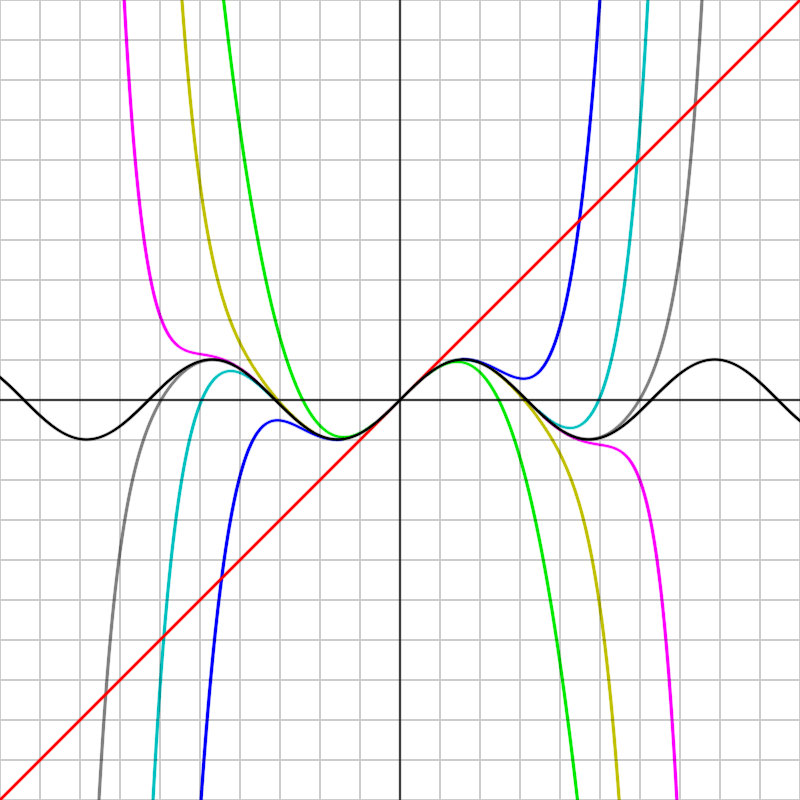
Função seno de x e aproximações de Taylor com polinômios de grau 1, 3, 5, 7, 9, 11 e 13.

A série de Taylor associada a uma função {\displaystyle f} infinitamente diferenciável (real ou complexa) definida em um intervalo aberto ]a − r, a + r[ é a série de potências dada por
{\displaystyle f(x)=\sum _{n=0}^{\infty }{\frac {f^{(n)}(a)}{n!}}(x-a)^{n}.}
Onde, n! é o fatorial de n e f (n)(a) denota a n-ésima derivada de f no ponto a.
Com essa ferramenta, podem ser moldadas funções trigonométricas, exponenciais e logarítmicas em polinômios.

## Lista de série de Taylor de algumas funções comuns ao redor dea=0{\textstyle a=0}(Série de Maclaurin)
Função exponencial e logaritmo natural:
{\displaystyle \mathrm {e} ^{x}=\sum _{n=0}^{\infty }{\frac {x^{n}}{n!}}\quad {\mbox{ para todo }}x}
{\displaystyle \ln(1+x)=\sum _{n=0}^{\infty }{\frac {(-1)^{n}}{n+1}}x^{n+1}\quad {\mbox{ para }}\left|x\right|<1}
Série geométrica:
{\displaystyle {\frac {x^{m}}{1-x}}=\sum _{n=m}^{\infty }x^{n}\quad {\mbox{ para }}\left|x\right|<1}
Teorema binomial:
{\displaystyle (1+x)^{\alpha }=\sum _{n=0}^{\alpha }{\alpha  \choose n}x^{n}\quad {\mbox{ para todo }}\left|x\right|<1\quad {\mbox{ e todo complexo }}\alpha }
Funções trigonométricas:
{\displaystyle \cos x=\sum _{n=0}^{\infty }{\frac {(-1)^{n}}{(2n)!}}x^{2n}\quad {\mbox{ para todo }}x}
{\displaystyle \sin x=\sum _{n=0}^{\infty }{\frac {(-1)^{n}}{(2n+1)!}}x^{2n+1}\quad {\mbox{ para todo }}x}
{\displaystyle \tan x=\sum _{n=1}^{\infty }{\frac {B_{2n}(-4)^{n}(1-4^{n})}{(2n)!}}x^{2n-1}\quad =x+{\frac {x^{3}}{3}}+{\frac {2x^{5}}{15}}+..{\mbox{ para }}\left|x\right|<{\frac {\pi }{2}}}
onde Bk são números de Bernoulli.
{\displaystyle \sec x=\sum _{n=0}^{\infty }{\frac {(-1)^{n}E_{2n}}{(2n)!}}x^{2n}\quad {\mbox{ para }}\left|x\right|<{\frac {\pi }{2}}}
onde Ek são números de Euler.
{\displaystyle \arcsin x=\sum _{n=0}^{\infty }{\frac {(2n)!}{4^{n}(n!)^{2}(2n+1)}}x^{2n+1}\quad {\mbox{ para }}\left|x\right|<1}
{\displaystyle \arctan x=\sum _{n=0}^{\infty }{\frac {(-1)^{n}}{2n+1}}x^{2n+1}\quad {\mbox{ para }}\left|x\right|<1}
Funções hiperbólicas:
{\displaystyle \sinh \left(x\right)=\sum _{n=0}^{\infty }{\frac {1}{(2n+1)!}}x^{2n+1}\quad {\mbox{ para todo }}x}
{\displaystyle \cosh \left(x\right)=\sum _{n=0}^{\infty }{\frac {1}{(2n)!}}x^{2n}\quad {\mbox{ para todo }}x}
{\displaystyle \tanh \left(x\right)=\sum _{n=1}^{\infty }{\frac {B_{2n}4^{n}(4^{n}-1)}{(2n)!}}x^{2n-1}\quad {\mbox{ para }}\left|x\right|<{\frac {\pi }{2}}}
{\displaystyle \mathrm {arcsenh} \left(x\right)=\sum _{n=0}^{\infty }{\frac {(-1)^{n}(2n)!}{4^{n}(n!)^{2}(2n+1)}}x^{2n+1}\quad {\mbox{ para }}\left|x\right|<1}
{\displaystyle \mathrm {arctanh} \left(x\right)=\sum _{n=0}^{\infty }{\frac {1}{2n+1}}x^{2n+1}\quad {\mbox{ para }}\left|x\right|<1}
Função W de Lambert:
{\displaystyle W_{0}(x)=\sum _{n=1}^{\infty }{\frac {(-n)^{n-1}}{n!}}x^{n}\quad {\mbox{ para }}\left|x\right|<{\frac {1}{\mathrm {e} }}}

## Série de Taylor em várias variáveis
A série de Taylor pode também ser definida para funções de {\displaystyle \mathbb {R} ^{n}\rightarrow \mathbb {R} }.
Nesse caso, tem-se que a série de Taylor de {\displaystyle f} em torno do ponto {\displaystyle X_{0}=(x_{1}^{0},\cdots ,x_{n}^{0})} é dada por:
{\displaystyle f(x_{1},\cdots ,x_{n})=\sum \limits _{k\geq 0}{\frac {1}{k!}}\left(\sum \limits _{i=1}^{n}{\frac {\partial f}{\partial x_{i}}}(X_{0})(x_{i}-x_{i}^{0})\right)^{k},}
onde {\displaystyle \left({\frac {\partial f}{\partial x_{i}}}(X_{0})\right)^{k}} denota {\displaystyle {\frac {\partial ^{k}f}{\partial x_{i}^{k}}}(X_{0}).}
Ou seja, tem-se:
{\displaystyle \left(\sum \limits _{i=1}^{n}{\frac {\partial f}{\partial x_{i}}}(X_{0})(x_{i}-x_{i}^{0})\right)^{k}=\sum \limits _{\alpha _{i}\in \mathbb {N} ,\sum \limits _{i=1}^{n}\alpha _{i}=k}\left({\frac {k!}{\alpha _{1}!\cdots \alpha _{n}!}}\cdot {\frac {\partial ^{k}f}{\partial x_{1}^{\alpha _{1}}\cdots \partial x_{n}^{\alpha _{n}}}}(X_{0})\cdot (x_{1}-x_{1}^{0})^{\alpha _{1}}\cdots (x_{n}-x_{n}^{0})^{\alpha _{n}}\right).}
No caso particular {\displaystyle n=2}, {\displaystyle X_{0}=(x_{0},y_{0}):}
{\displaystyle f(x,y)=\sum \limits _{k\geq 0}{\frac {1}{k!}}\sum \limits _{i=0}^{k}{\frac {k!}{i!(k-i)!}}\cdot {\frac {\partial ^{i}f}{\partial x^{i}}}(X_{0})\cdot {\frac {\partial ^{k-i}f}{\partial y^{k-i}}}(X_{0})\cdot (x-x_{0})^{i}\cdot (y-y_{0})^{k-i}.}

## Séries de Maclaurin
As Séries de Maclaurin são um caso especial das Séries de Taylor onde {\displaystyle a=0}:
{\displaystyle f(x)=\sum _{n=0}^{\infty }{f^{(n)}(a)(x-a)^{n} \over n!}}
Dessa forma, a série pode ser expandida como:
{\displaystyle f(x)=f(0)(x-0)^{0}+{f'(0)(x-0)^{1} \over 1!}+{f''(0)(x-0)^{2} \over 2!}+{f'''(0)(x-0)^{3} \over 3!}+...}
Logo:
{\displaystyle f(x)=f(0)+{f'(0)\ x^{1} \over 1!}+{f''(0)\ x^{2} \over 2!}+{f'''(0)\ x^{3} \over 3!}+...}
Escrevendo-se a Série da Maclaurin de forma geral:
{\displaystyle f(x)=\sum _{n=0}^{\infty }{f^{(n)}(0)\ x^{n} \over n!}}

### Série de Maclaurin para osen(x){\displaystyle sen(x)}
Para o {\displaystyle cos(x)}, tem-se que:
{\displaystyle f(x)=sen(x)\Rightarrow f(0)=sen(0)=0}

#### Derivadas
{\displaystyle f'(x)=cos(x)\Rightarrow f'(0)=cos(0)=1}
{\displaystyle f''(x)=-sen(x)\Rightarrow f''(0)=-sen(0)=-0=0}
{\displaystyle f'''(x)=-cos(x)\Rightarrow f'''(0)=-cos(0)=-1}
{\displaystyle f''''(x)=sen(x)\Rightarrow f''''(0)=sen(0)=0}
{\displaystyle f'''''(x)=cos(x)\Rightarrow f'''''(0)=cos(0)=1}
{\displaystyle f''''''(x)=-sen(x)\Rightarrow f''''''(0)=-sen(0)=-0=0}
{\displaystyle f'''''''(x)=-cos(x)\Rightarrow f'''''''(0)=-cos(0)=-1}
{\displaystyle f''''''''(x)=sen(x)\Rightarrow f''''''''(0)=sen(0)=0}
{\displaystyle f'''''''''(x)=cos(x)\Rightarrow f'''''''''(0)=cos(0)=1}
Substituindo-se as derivadas na série, tem-se que:
{\displaystyle f(x)=f(0)+{f'(0)\ x^{1} \over 1!}+{f''(0)\ x^{2} \over 2!}+{f'''(0)\ x^{3} \over 3!}+{f''''(0)\ x^{4} \over 4!}+{f'''''(0)\ x^{5} \over 5!}+{f''''''(0)\ x^{6} \over 6!}+{f'''''''(0)\ x^{7} \over 7!}+{f''''''''(0)\ x^{8} \over 8!}+{f'''''''''(0)\ x^{9} \over 9!}}
Observa-se, que as derivadas segunda, quarta, sexta e oitava. Logo, os termos da série com {\displaystyle x} elevado a alguma potência par não precisam ser escritos, já que serão iguais a zero. Desse modo, a série assume a forma:
{\displaystyle f(x)\cong \left({1x^{1} \over 1!}\right)+\left({-1x^{3} \over 3!}\right)+\left({1x^{5} \over 5!}\right)+\left({-1x^{7} \over 7!}\right)+\left({1x^{9} \over 9!}\right)}
Realizando-se a multiplicação e simplificando os expoentes:
{\displaystyle f(x)\cong x\ -{x^{3} \over 3!}+\ {x^{5} \over 5!}\ -{x^{7} \over 7!}+\ {x^{9} \over 9!}}
Dessa forma, a série pode ser escrita como:
{\displaystyle f(x)=sen(x)=\sum _{n=0}^{\infty }(-1)^{n}{x^{2n+1} \over (2n+1)!}}

### Série de Maclaurin para ocos(x){\displaystyle cos(x)}
Para o {\displaystyle cos(x)}, tem-se que:
{\displaystyle f(x)=cos(x)\Rightarrow f(0)=cos(0)=1}

#### Derivadas
{\displaystyle f'(x)=-sen(x)\Rightarrow f'(0)=-sen(0)=-0=0}
{\displaystyle f''(x)=-cos(x)\Rightarrow f''(0)=-cos(0)=-1}
{\displaystyle f'''(x)=sen(x)\Rightarrow f'''(0)=sen(0)=0}
{\displaystyle f''''(x)=cos(x)\Rightarrow f''''(0)=cos(0)=1}
{\displaystyle f'''''(x)=-sen(x)\Rightarrow f'''''(0)=-sen(0)=-0=0}
{\displaystyle f''''''(x)=-cos(x)\Rightarrow f''''''(0)=-cos(0)=-1}
{\displaystyle f'''''''(x)=sen(x)\Rightarrow f'''''''(0)=sen(0)=0}
{\displaystyle f''''''''(x)=cos(x)\Rightarrow f''''''''(0)=cos(0)=1}
{\displaystyle f'''''''''(x)=-sen(x)\Rightarrow f'''''''''(0)=-sen(0)=-0=0}
{\displaystyle f''''''''''(x)=-cos(x)\Rightarrow f''''''''''(0)=-cos(0)=-1}
{\displaystyle f'''''''''''(x)=sen(x)\Rightarrow f'''''''''''(0)=sen(0)=0}
Observa-se, que as derivadas primeira, terceira, quinta, sétima e nona são iguais à zero. Logo, os termos da série com {\displaystyle x} elevado a alguma potência ímpar não precisam ser escritos, já que serão iguais a zero. Desse modo, a série assume a forma:
{\displaystyle f(x)\cong {f(0)x^{0} \over 0!}+{f''(0)x^{2} \over 2!}+{f''''(0)x^{4} \over 4!}+{f''''''(0)x^{6} \over 6!}+{f''''''''(0)x^{8} \over 8!}}
Substituindo-se os valores das derivadas e da {\displaystyle f(0)} na série obtem-se:
{\displaystyle f(x)\cong {1x^{0} \over 0!}+{(-1)x^{2} \over 2!}+{1x^{4} \over 4!}+{(-1)x^{6} \over 6!}+{1x^{8} \over 8!}}
Realizando-se a multiplicação e simplificando o 1° termo:
{\displaystyle f(x)\cong 1-{x^{2} \over 2!}+{x^{4} \over 4!}-{x^{6} \over 6!}+{x^{8} \over 8!}}
Ou ainda:
{\displaystyle f(x)=\cos(x)=\sum _{n=0}^{\infty }{(-1)^{n}.x^{2n} \over (2n)!}}